# Maxwell's Silver Hammer
"Maxwell's Silver Hammer" es una canción de la banda de rock inglesa The Beatles, del álbum Abbey Road, de 1969. Escrita por Paul McCartney y acreditada a Lennon-McCartney, la canción es sobre un estudiante llamado Maxwell Edison que hace asesinatos con un martillo, con letras oscuras disfrazadas en un sonido optimista. McCartney describió la canción como un símbolo de los golpes de la vida, siendo "mi analogía para cuando algo salía mal de la nada, como solía muy a menudo".

## Estructura
La historia de la canción trata sobre un estudiante de medicina llamado Maxwell Edison, quien mata a sus víctimas con su martillo de plata. Maxwell es un estudiante de medicina que mata a su novia Joan, luego a su maestra y finalmente al juez durante su juicio. A pesar de la oscura letra, la música es animada y optimista. Se dice que fue inspirada en una situación de locura que se imaginó McCartney en su adolescencia. 
En la película Let It Be, McCartney trata de enseñarles la canción al resto de la banda, quienes se notan menos entusiasmados con ella. Se puede oír a McCartney a los 1:22 de la canción riendo en la línea "... writing fifty times I must not be so ..." en el estudio de grabación, risa que se puede escuchar en la grabación final. A menudo se rumorea sobre esto que cuando McCartney cantó la línea "so he waits behind", Lennon le mostró el trasero desde la sala de control.

## Los otros Beatles
La canción se grabó en sólo tres días porque McCartney pensó que podía ser un futuro sencillo. John Lennon dijo después: "Él hizo todo lo posible por hacerlo un single, y nunca lo fue y nunca podría haberlo sido". Según Lennon la canción gastó más dinero que cualquier otra en Abbey Road.
George Harrison dijo que Maxwell's Silver Hammer era "una de esas canciones que algunas personas detestan pero otras realmente aman".
También Ringo Starr en el 2008 recordó la canción diciendo "la peor grabación fue Maxwell's Silver Hammer. Fue la peor canción que grabamos. Fueron semanas horribles. Pensé que era una locura".

## Personal[9]
- Paul McCartney: Voz principal y coros, guitarra principal (Epiphone Casino), piano (Hamburg Steinway Baby Grand) y sintetizador Moog (Moog IIIp).
- George Harrison: Coros, guitarra principal (Fender Rosewood Telecaster), guitarra acústica (Gibson J-200) y bajo (Fender Bass VI).
- Ringo Starr: Batería (Ludwig Hollywood Maple), coros, yunque.
- George Martin: órgano Hammond (RT-3).
- Nota:
  - John Lennon no aparece acreditado en esta grabación. Se negó a participar en ella por problemas personales con Paul especialmente, además de que odiaba la canción.